# 柏林大区
柏林大区（德語：Gau Berlin）是納粹德國1933年至1945年在首都柏林設立的行政區劃。 在此之前，從1928年到1933年，柏林大区是納粹黨在該地區的地區分部。 從1926年到1928年，柏林是勃蘭登堡-柏林大區的一部分，該大區於1928年10月1日拆分為兩個獨立的大区。
納粹的大區（Gau，複數Gaue）制度最初是在1926年5月22日的黨代會上建立的，目的是為了改善黨的結構管理。 從1933年納粹奪取政權後，大區越來越多地取代德國各州和邦國，成為德國的行政區劃。
在每個大区歸一個大區長官管轄，這個職位變得越來越強大，尤其是在第二次世界大戰爆發後，幾乎沒有來自上層的干涉。 當地的大區長官經常擔任政府和黨內職務，並負責宣傳和監視。從1944年9月起，柏林大區的長官還負責管理國民突擊隊和保衛大區的事務。
柏林的大區長官由約瑟夫·戈培爾長期擔任，他是帝國的宣傳部長，同時也是阿道夫·希特勒最親密的同夥之一。